# Dietrich III. von Schönberg

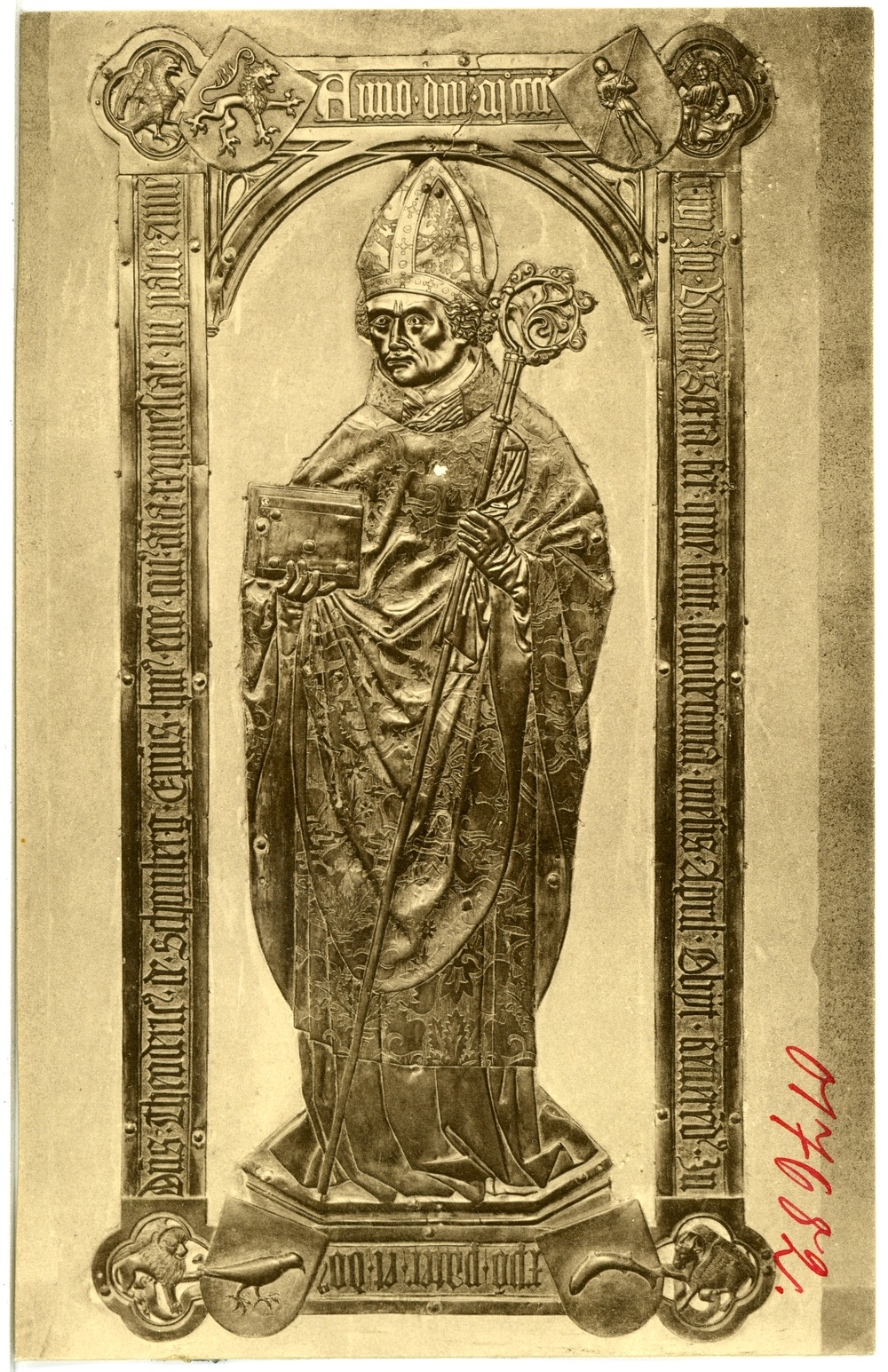
Grabplatte Dietrichs von Schönberg im Meißner Dom

Dietrich III. von Schönberg (* um 1400; † 12. April 1476 in Stolpen) war von 1463 bis 1476 Bischof von Meißen.
Die Familie Schönberg verfügte über erheblichen Einfluss im Bistum Meißen. Dietrichs Vater war der Ritter Casper von Schönberg aus der Linie Schönberg-Sachsenburg, seine Mutter war dessen zweite Ehefrau Justina, eine geborene Heynitz. Auch der Vorgänger Dietrichs III. – nach anderer Zählweise auch Dietrich IV. – Caspar von Schönberg stammte aus diesem Geschlecht. Dietrich III. war ein jüngerer Stiefbruder Caspars.
Dietrich III. studierte an der Universität Leipzig und anschließend in Rom. Von dort brachte er eine bedeutende Büchersammlung mit. Als Domherr setzte er sein Vermögen in zahlreichen Stiftungen ein. Als Bischof führte er die Reform der Klöster weiter. Auch wenn er sich von der Lehre der Hussiten stark abgrenzte, pflegte er zum Nachbarland enge wirtschaftliche Beziehungen und trat vermittelnd zwischen der Kurie und König Georg von Podiebrad auf.
Nach dem testamentarischen Wunsch wurde er im Meißner Dom beim Laurentiusaltar beigesetzt. Sein Epitaph bestehend aus einer Sandsteinplatte mit einem aufgesetzten Metallrelief befindet sich im Meißner Dom. Die Messingplatte ist eines von mehreren Werken der Familie Vischer.